# Ottawa Police Service
Der Ottawa Police Service (OPS) ist der Polizeidienst der kanadischen Stadt Ottawa. Der OPS wurde 1855 begründet und umfasst heute einen Behördenapparat von 1480 uniformierten und 620 zivilen Beamten. Der derzeitige Polizeichef ist Eric Stubbs.

## Geschichte
Das Ottawa Police Service wurde 1855 gegründet. Es bestand ursprünglich aus 17 Polizeibeamten, wobei Roderick Ross der erste Polizeichef war. In den Jahren vor der Gründung des OPS kam es in Ottawa zu mehreren Unruhen, darunter politischen Unruhen und gewalttätigen Zusammenstößen zwischen französischen und irischen Einwanderern.
Im Jahr 1867 erhielten Polizisten Feuerwaffen. Das OPS erhielt außerdem 1896 Polizeifahrräder, 1912 Streifenwagen, in den 1930er Jahren ein Notrufsystem und 1935 Polizeifunkgeräte. Seit der Gründung sind 14 Polizisten im Dienst gestorben. Das OPS war der erste Polizeidienst in Kanada, der eine Abteilung zur Untersuchung von Hasskriminalität einrichtete. Das OPS wurde zwischen 1984 und 2001 erweitert, als die Stadt Ottawa umliegende Städte annektierte.
Als Hauptstadt Kanadas verfügt Ottawa über ein komplexes Sicherheitssystem. Die Royal Canadian Mounted Police (RCMP) sorgt für die Sicherheit auf dem Parliament Hill. Im Jahr 2015 wurde nach dem Amoklauf auf dem Parliament Hill 2014 der Parliamentary Protective Service (PPS; Parlamentarische Schutzdienst) gegründet. Eine Reihe anderer Regierungsgebäude in Ottawa werden nicht vom OPS, sondern von der Militärpolizei bewacht. Das OPS sorgt für die Sicherheit am Ottawa Macdonald-Cartier International Airport.
OPS und RCMP teilen sich die Verantwortung für den Schutz der Botschaften. Botschaften in Ottawa waren häufig Ziel von Protesten und gelegentlichen Angriffen. Dazu gehören drei Angriffe armenischer Militanter auf die türkische Botschaft, zwei Bombenanschläge auf die kubanische Botschaft und der Sturm auf die iranische Botschaft durch Mitglieder des Volksmudschahedin im Jahr 1992.
Der „Freedom Convoy“-Protest im Jahr 2022 war ein wichtiges Ereignis in der Geschichte des OPS. Der Ereignis dauerte vom 28. Januar bis zum 20. Februar. Das OPS leitete die Reaktion auf die Proteste, war jedoch überfordert. Die Einwohner Ottawas kritisierten das OPS für sein Versagen bei der Bewältigung der Proteste. Die Anwohner waren unzufrieden, weil die Polizei die von den Demonstranten verursachten Vorfälle nicht unterband, darunter Angriffe auf Anwohner, Hasskriminalität gegen asiatischstämmige Kanadier und die Blockierung von Krankenwagen. Auf dem Höhepunkt des Protests trat Polizeichef Peter Sloly zurück und wurde vorübergehend durch den stellvertretenden Polizeichef Steve Bell ersetzt. Die Stadträtin von Ottawa, Diane Deans, wurde außerdem als Vorsitzende der Aufsichtskommission des Ottawa Police Service abgesetzt.

## Kontroversen
Im Laufe seiner Geschichte hat das OPS eine Reihe von Kontroversen erlebt.
Im Februar 2016 wurde ein Polizist des OPS suspendiert und später degradiert, weil er einen Mieter einer Immobilie in Gatineau, Québec, bedroht hatte. Der Polizist hatte gedroht, den Mieter wegen ausstehender Mietzahlungen zu töten und sein Kind zu verkaufen.
Im Juli 2016 starb Abdirahman Abdi nach einer gewaltsamen Festnahme durch die Polizei an einem Herzinfarkt. Die Polizei war gerufen worden, weil Abdi beschuldigt wurde, Frauen in einem Café begrapscht zu haben. Abdi floh vor der Polizei und wurde bei der Festnahme mit Pfefferspray, einem Schlagstock und Schlägen getroffen. Er erlitt einen Herzinfarkt und starb später im Krankenhaus. Gegen einen Polizisten wurde Anklage wegen Totschlags und Körperverletzung erhoben, er wurde jedoch freigesprochen.
Im Juni 2020 wurde ein Kriminalbeamter suspendiert und später degradiert, weil er rassistische Memes erstellt und geteilt hatte. Im Jahr 2022 wurden zwei OPS-Polizisten wegen Korruption angeklagt, weil sie Bestechungsgelder von einem Abschleppunternehmen angenommen hatten.
Im Jahr 2022 trat der stellvertretende Polizeichef Uday Jaswal nach Vorwürfen der Korruption, des Mobbings am Arbeitsplatz und der sexuellen Belästigung zurück. Jaswal war bereits 2020 suspendiert worden. Zuvor war er stellvertretender Polizeichef in Durham, wo gegen ihn wegen Korruption ermittelt wurde. Im Jahr 2024 wurde Jaswal wegen sexueller Nötigung angeklagt.

## Ausrüstung

### Fahrzeuge
Zu den wichtigsten Polizeifahrzeugen, die vom OPS verwendet werden, gehören:
- Ford Police Interceptor Utility
- Ford Crown Victoria
- Chevrolet Impala
- Ford Expedition

Darüber hinaus nutzt die OPS zahlreiche verschiedene Fahrzeuge als verdeckte Polizeifahrzeuge. Die Spezialeinheit verwendet den Ford Expedition und den Lenco BearCat. Die OPS verfügt außerdem über eine Cessna 206, mehrere Boote und mehrere Schneemobile.

### Bewaffnung
- Glock 22 (Standardwaffe der uniformierten Beamten)
- Colt Canada C7 und C8
- Remington 870
- Mossberg 500
- Elektroschockpistole
- Pfefferspray